# Josef Rennhard
Josef Rennhard (* 7. Oktober 1931 in Gippingen; † 27. Februar 2010 in Gnadenthal) war ein Schweizer Journalist, Publizist und Politiker (CVP).

## Biografie
Ursprünglich war Josef Rennhard Lehrer, bevor er in den 1960er-Jahren seinen Beruf aufgab und zum Journalismus wechselte. Er arbeitete dreissig Jahre beim Beobachter, davon zwölf Jahre als Mitglied der Chefredaktion. Von 2002 bis 2009 war Rennhard als erster Ombudsmann bei der AZ Medien Gruppe tätig.
Er blieb mit dem Schulwesen eng verbunden. So war er Dozent für Fachdidaktik Deutsch an der Lehramtsschule Aargau, Schulinspektor, Herausgeber der Lesebücher „Dädalus und Ikarus“, „Schwarz und Weiss“ und „Weite Welt“ sowie Präsident des Schulrates im Bezirk Baden. 
Rennhard war zunächst Gemeindeammann in Leibstadt. Er zog dann nach Würenlos um. Von 1981 bis 1989 vertrat er die CVP im Grossen Rat des Kantons Aargau. 1987 kandidierte er erfolglos für einen Sitz im Regierungsrat.
Josef Rennhard war verheiratet und hatte vier Kinder.